# 玛丽萨·谢瓦
玛丽萨·梅芙·谢瓦（英語：Marissa Maeve Sheva；1997年4月22日—），爱尔兰共和国女子足球运动员，司职前锋，目前效力于爱尔兰共和国国家女子足球队。她曾代表爱尔兰参加2023年国际足联女子世界杯。